# Sok (fiume)
Il Sok (in russo Сок?) è un fiume della Russia europea sud-orientale (oblast' di Orenburg e Samara), affluente di sinistra del Volga.
Nasce dal versante occidentale delle alture di Bugul'ma e Belebej, scorrendo in direzione mediamente sud-occidentale fino a sfociare da sinistra nel bacino di Saratov, a 1 429 km dalla foce del Volga, alcuni chilometri a monte di Samara. Il fiume ha una lunghezza di 363 km, l'area del suo bacino è di 11 700 km².
il principale affluente è la Kondurča, proveniente dalla destra idrografica.
Il fiume è gelato nel periodo novembre - aprile; nei rimanenti mesi, è navigabile nel basso corso.